# Jan Maas (ur. 1996)
Jan Maas (ur. 19 lutego 1996 w Bergen op Zoom) – holenderski kolarz szosowy.
Kolarstwo uprawia również jego brat, Marijn Maas.

## Osiągnięcia
Opracowano na podstawie:
2014
- 2. miejsce w Ronde van Vlaanderen juniorów

2021
- 3. miejsce w Tour de la Mirabelle

## Rankingi
| Rok              | 2015 | 2016  | 2017  | 2018  | 2019  | 2020 | 2021 | 2022  | 2023  | 2024  |
| ---------------- | ---- | ----- | ----- | ----- | ----- | ---- | ---- | ----- | ----- | ----- |
| World Ranking    |      | 2351. | 1962. | 1901. | 1829. | 721. | 469. | 1279. | 1564. | 1506. |
| UCI Europe Tour  | 861. | 1572. | 1249. | 1401. | 1204. | 577. | 381. | 887.  | -     | -     |
| UCI America Tour | -    | -     | -     | 345.  |       |      |      |       |       |       |
|                  |      |       |       |       |       |      |      |       |       |       |
| Źródło: UCI      |      |       |       |       |       |      |      |       |       |       |